# 小嶋独観
小嶋 独観（こじま どっかん、1967年 - ）は、神社仏閣愛好家、フリーライター。妻の小嶋独観子もフリーライターである。

## 著書

### 単著
- 『珍寺大道場』（2004年・イーストプレス）ISBN 4872575199
- 『ヘンな神社&仏閣巡礼』（2014年・宝島社）ISBN 4872575199

### 共著
- お寺に行こう！編纂委員会編『お寺に行こう！』（2004年・扶桑社）ISBN 4594048218

### 連載
- 「不思議な神社仏閣」『ワンダーJAPAN』（2005年〜・三才ブックス）
- 「ドボ珍」『東京スポーツ』（2009年4月〜　・東京スポーツ新聞社）

## イベント出演
- 『ワンダーワールド・オブ・ワールド』（2008年8月29日・東京カルチャーカルチャー）
- 『ワンダーJAPAN公開編集会議』（2008年12月19日・ジュンク堂書店新宿店）
- 『仏像マニアックス2』（2009年8月2日・東京カルチャーカルチャー）
- 『仏像マニアックス3』（2010年1月31日・東京カルチャーカルチャー）
- 『ワンダーJAPAN 秘密の花まつり』（2010年4月1日・Loft/PLUS ONE）
- 『墓マイラー列伝』（2010年10月10日・東京カルチャーカルチャー）
- 『アインのアシッドナイト』（2011年3月26日・ふらんす座）
- 『「墓マイラーと古墳めぐり」トークバトル！』（2011年11月27日・東京カルチャーカルチャー）

## テレビ出演
- 『日本の<<異空間>>探検番組 ワンダーJAPAN TV』第1回（2010年6月9日・MONDO21）
- NHKテレビ総合｢ごごナマ｣2時台 にっぽんコレに夢中！まか不思議な奉納(2019年6月20日木曜日)